# Martha Fierro
Martha Lorena Fierro Baquero (nascida em 6 de setembro de 1977) é uma enxadrista equatoriana nascida nos Estados Unidos, detentora dos títulos de Mestre Internacional e Grande Mestre Feminina (WGM).  Ela venceu o Campeonato Continental Americano de Xadrez Feminino em 2009.

## Carreira
Fierro tem sido a jogadora de xadrez feminina mais forte do Equador por muitos anos e representou o Equador em dez Olimpíadas bienais de xadrez de 1994 a 2012. Em 1998 ela jogou na seção aberta (com ambos homens e mulheres) enquanto nas demais edições participou do torneio feminino.
Seus melhores resultados foram quando ela marcou 9,5/13 nas Olimpíadas de Xadrez Feminino de 1996 em Yerevan E 7,5/8 nas Olimpíadas de Xadrez Feminino de 2008 em Dresden, ganhando a medalha de prata no tabuleiro 1 em ambas as ocasiões.
Fierro venceu duas vezes o Campeonato Pan-Americano Sub-18 Feminino (em 1994 e 1995) e três vezes o Campeonato Pan-Americano Sub-20 Feminino (em 1995, 1996 e 1997).  Ela participou da primeira série do Grande Prêmio Feminino da FIDE de 2009 a 2011.
Em 2009 venceu o 5° Campeonato Continental Feminino em Cali, Colômbia